# 海洋所长茎海绵
海洋所长茎海绵（学名：Caulophacus iocasicus）一种于西太平洋卡罗琳海山中发现的海绵，隶属于六放海绵纲松骨海绵目花骨海绵科长茎海绵属指名亚属。种小名源自中国科学院海洋研究所（IOCAS）名称的英文缩写，以庆祝海洋所成立70周年。

## 形态特征
海洋所长茎海绵高达450厘米，长茎秆上生有多个分支，顶端具蘑菇状的小海绵体。

## 生境
发现于西太平洋卡罗琳海山859-1054米深的岩石上。